# Lymantria vinacea
Lymantria vinacea este o specie de molii din genul Lymantria, familia Lymantriidae, descrisă de Moore 1879. Conform Catalogue of Life specia Lymantria vinacea nu are subspecii cunoscute.